# Escola Oficial de Idiomas

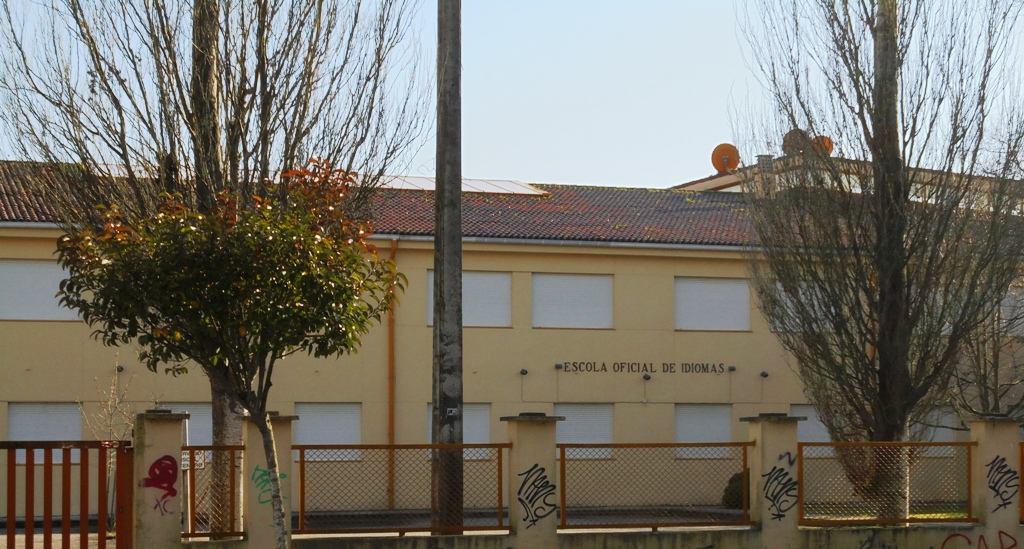
Fachada da Escola Oficial de Línguas em Pontevedra.

As Escolas Oficiais de Idiomas (em castelhano:  Escuelas Oficiales de Idiomas, sigla: EOI) são uma vasta rede de escolas de idiomas de Espanha. Cada comunidade autónoma tem controlo sobre as escolas da rede da sua área. As escolas ministram cursos de línguas estrangeiras e de espanhol para alunos que não falam espanhol.
Segundo a lei espanhola, as EOI são estabelecimentos de ensino especializado (Enseñanzas de Régimen Especial)

## História
A primeira escola foi inaugurada em Madri em 1911 com o nome de Escuela Central de Idiomas, que desde o início incluía inglês, francês e alemão em seu currículo. Na inscrição de 1911 aparecem os nomes de várias pessoas notáveis, incluindo Maria de Maeztu Whitney, Claudio Sánchez-Albornoz e Carmen de Burgos. O estudo da língua espanhola para estrangeiros e o ensino do árabe marroquino foram introduzidos no ano seguinte. Logo depois foram acrescentados o italiano, o português e o esperanto.
Esta primeira escola localizava-se numa propriedade ducal da condessa de Medina e Torres, nº 3 na rua Cuesta de Santo Domingo [es]. O então Ministério da Instrução Pública pagou à condessa seis mil pesetas de aluguel, o que corresponde a cerca de 20 mil euros no poder de compra do início do século XXI.
O constante aumento do número de estudantes na Escola Central de Línguas em Madrid, o único centro oficial em Espanha para este tipo de ensino, tornou necessária a criação de outras escolas de línguas fora da capital. Assim, em Setembro de 1964, foram criadas escolas de línguas em Barcelona, Valência e Bilbao.

## Línguas
Em 2006, eram ministrados cursos das seguntes línguas nas Escolas Oficiais de Idiomas:
- alemão
- árabe
- catalão
- chinês
- dinamarquês
- castelhano
- basco
- finlandês
- francês
- galego
- grego
- húngaro
- inglês
- irlandês
- japonês
- neerlandês
- polonês/polaco
- português
- romeno
- russo
- sueco
- valenciano